# Казанская церковь (Ростов-на-Дону)
Храм Казанской иконы Божией Матери — православный храм в Северном жилом массиве города Ростова-на-Дону. Входит в состав Северного благочиния Ростовской-на-Дону епархии Русской православной церкви.

## История

Памятная доска на месте второго храма

В 1762—1763 годах для 1-го батальона военного гарнизона крепости Святого Димитрия Ростовского был возведён деревянный храм, освящённый в честь Казанской иконы Божией Матери.
В 1805 году на пересечении Казанской улицы и Казанского переулка построена новая каменная церковь во имя Казанской иконы Божьей Матери, с приделами во имя святого пророка Илии и во имя святителя Митрофана Воронежского. В 1860—1861 годах при старосте Романе Андреевиче Максимове храм был расширен в западную сторону по проекту архитектора Седова. Таким образом, крестово-купольная церковь в стиле классицизма была дополнена трапезной и притвором с надстроенной звонницей в лаконичных классических формах.
На средства прихожан в 1872 году рядом с храмом была построена школа.
В 1908 году прихожанами храма были 1335 человек различных сословий — военные, статские, купцы, мещане, иногородние. В 1916 году — 1152 человека.
В 1931 году храм был разрушен советскими властями.
В 1996 году началось возрождение Казанского храма на новом месте — в Северном жилом массиве города, на пустыре бульвара Комарова. Средства на строительство церкви по традиции собирали всем миром. В акции «Вложи свой кирпич в будущий храм» приняли участие более 15 тысяч жителей Дона.
Первоначально на месте строительства был построен молитвенный дом, а в 2004 году началось сооружение каменного храма. Свято-Казанский храм был построен за 3,5 года и расписан изнутри. 9 ноября 2008 года состоялся чин освящения храма, который провёл архиепископ Ростовский и Новочеркасский Пантелеимон (Долганов).

## Современное состояние

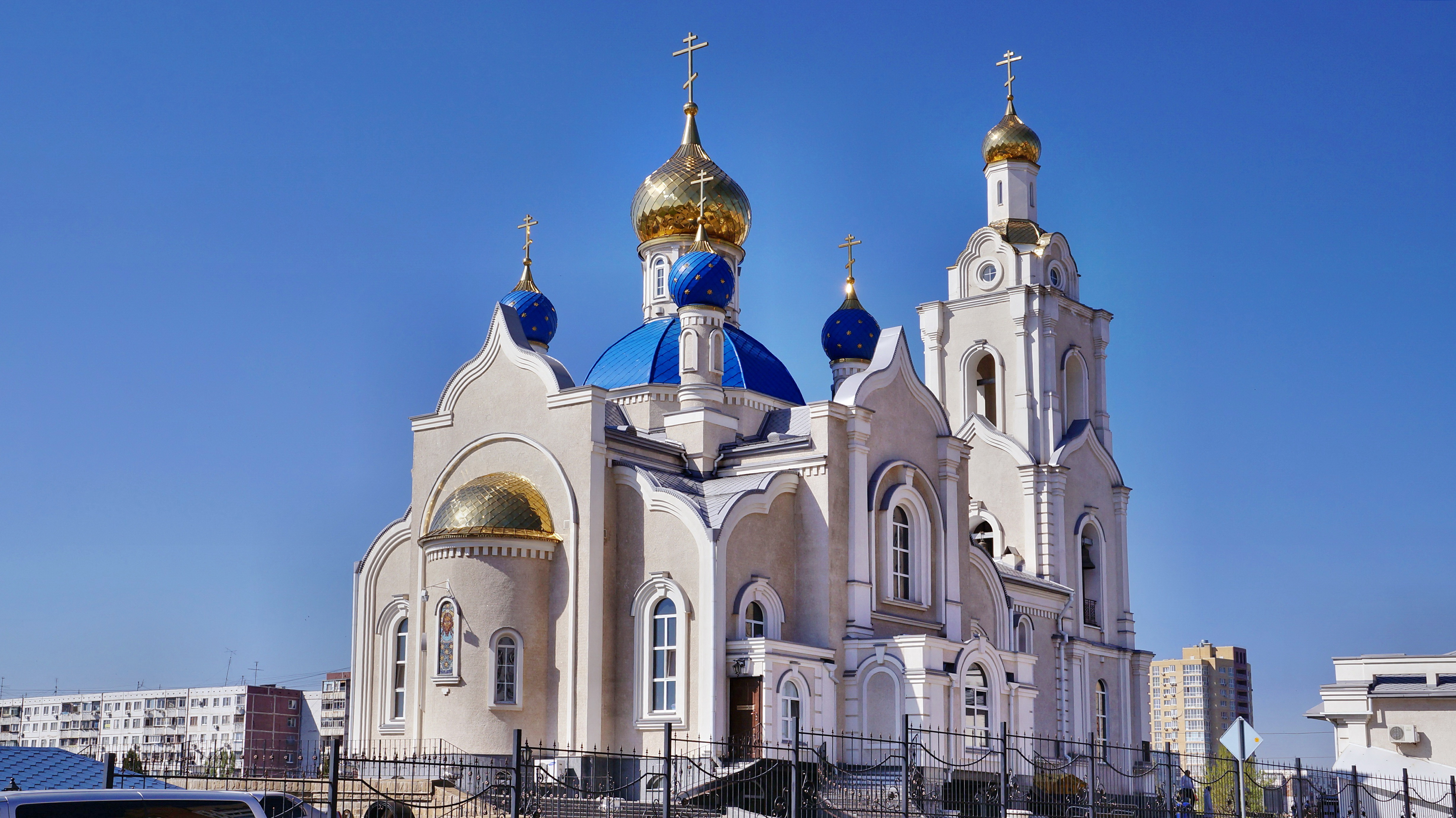
Современный храм

Здание храма и колокольня отстроены из кирпича с позолоченными куполами, на колокольне находятся 9 колоколов.
Богослужения проходят каждый день, при храме устраиваются благотворительные обеды.
Настоятель храма — протоиерей Димитрий Соболевский.
К Свято-Казанскому храму приписаны часовни:
- В честь Святого Николая Чудотворца (на железнодорожном вокзале);
- В честь иконы Божией Матери «Одигитрия» (на пригородном железнодорожном вокзале);
- В честь иконы Божией Матери «Помощница в родах» (в медицинском центре «Семья»);
- В честь вмч. Георгия Победоносца (на заводе «Рубин»).

Престольные праздники: Казанской иконы Божией Матери — 21 июля (по новому стилю) (связан с явлением иконы Пресвятой Богородицы в Казани), 4 ноября (по н. с.) (избавление Москвы и России от нашествия поляков в 1612 году).
Для храма была написана икона Покрова Пресвятой Богородицы с рекой Темерник, протекающей в Ростовской области и ростовским храмом Казанской иконы Божией Матери. При храме работают духовно-просветительские курсы, воскресная школа, организуются паломнические поездки.